# Processo traduttivo
Nella scienza della traduzione, il processo traduttivo indica qualsiasi processo – finanche non verbale – che va da un primo testo (prototesto) a una sua realizzazione nello stesso codice o in un altro (metatesto); nella catena comunicativa, rappresenta la fase di decodifica e ricodifica di un messaggio da una lingua a un'altra. 
Tale processo può comportare il passaggio attraverso un linguaggio intermedio; in tal caso, implicherà la ricodifica del messaggio nel metatesto e la sua ricezione.

## Le implicazioni del linguaggio interno
Negli anni trenta lo psicologo Vygotskij spiegò che il linguaggio interno che usiamo per pensare e per formulare il testo verbale è in realtà un codice non verbale. Questo semplice fatto fa molto riflettere sul processo traduttivo, poiché risulta assai probabile che i tre tipi di traduzione concepiti da Jakobson siano in realtà da intendersi come diversi risvolti di uno stesso processo, solo apparentemente interlinguistico. Nella traduzione effettiva, vi sono processi intersemiotici sia durante la deverbalizzazione del prototesto, quando viene percepito e tradotto in concetti mentali da parte del traduttore, sia durante la riverbalizzazione nel metatesto, dove questi concetti trovano un'attualizzazione.
Benché lo studio del semiologo Peirce non fosse molto in auge presso la scuola di Tartu-Mosca, e sebbene la semiotica locale tenda a basarsi più sul semiologo Morris e sulle derivazioni lotmaniane, se si prende in considerazione il concetto di “interpretante” ci si accorge che è fatto di quello stesso materiale non verbale del linguaggio interno. In base a questa ipotesi, alla triade segno-interpretante-oggetto, possiamo affiancare la triade prototesto-traducente-metatesto, dove con “traducente” si rende il "peirceiano", translatant; traducente inteso quindi non come “parola del metatesto con la quale si traduce una parola del prototesto”, bensì come idea che si forma nella mente del traduttore e che funziona da tramite tra l'originale e il testo tradotto.
Aggiungere un polo “mentale” al processo traduttivo ha delle ovvie conseguenze di grande respiro, tali per cui, nel 1994, il linguista e semilogo Lotman, escluse del tutto la possibilità di una traduzione inversa, parlando espressamente di traduzione come evoluzione del significato, non come equivalenza:
"il testo è un processo che si svolge tra la coscienza di chi lo ha creato e la coscienza dei riceventi; in altre parole, l'inizio e la fine di questo processo sono nascosti nella psiche umana. La nascita del testo può essere considerata un graduale passaggio dal discorso orale al discorso scritto, perciò, nelle varie fasi di questo processo, si distinguono le correlazioni tra discorso interno e discorso espressivo (Žinkin 1964:36-38). Nella fase di nascita del testo si ha un senso di unitarietà di inizio e fine, e anche delle difficoltà connesse all'analisi di questa unitarietà".
Il linguaggio interno, che è come un codice macchina del cervello, svolge una funzione duplice: è il linguaggio con il quale vengono espressi i pensieri, ma è anche la materia prima di cui sono fatti i programmi applicativi che mettono in moto le operazioni di verbalizzazione e deverbalizzazione. Il linguaggio interno è il metalinguaggio traduttivo d'intermediazione tra il testo verbale dell'originale, e il testo verbale tradotto, ossia, è il codice che permette la traduzione con ogni sua componente: interlinguistica, intralinguistica e intersemiotica.

## Traduzione totale e non assoluta
Sebbene ormai nessuno più sostenga la traducibilità assoluta, ovvero la possibilità che da un dato prototesto e attraverso un processo traduttivo scaturisca un metatesto che è un'equivalenza del primo, completamente privo di residui o sensi aggiunti, ben poche teorie tengono conto dell'intraducibilità relativa e ne prevedono strategie di confronto. Secondo la visione della traduzione totale, a cui Jonh Rupert Firth nel saggio del 1956, “Linguistic analysis and translation” , attribuiva il senso di: "descrizione esaustiva di una certa lingua [...] Questa traduzione totale da un punto di vista teorico non può assolutamente essere una traduzione completa", non si decide di prediligere una versione piuttosto che un'altra, ma si cerca di comprendere quanto della cultura emittente è stato tradotto e quanto invece è rimasto in termini di residuo. L'eco dell'insegnamento del filosofo Willard Van Orman Quine è ben riconoscibile: dall'indefinitezza della traduzione, si giunge all'indefinitezza della traducibilità. Allargare lo spettro d'osservazione dal solo testo verbale frutto del processo traduttivo a tutte le tracce che di un testo di una cultura altrui sono presenti nella cultura ricevente permette di considerare non solo la resa verbale testuale di una traduzione, ma anche tutti gli indizi sul testo disseminati in una data cultura ricevente.
È molto difficile che di un testo ci si faccia un'idea diretta, persino di una serie di quelli che Torop, con il semiologo Popovič, chiama “metatesti”. Questa mancata coincidenza tra resa testuale e resa extratestuale non riguarda solo le strategie traduttive che si improntano alla traduzione totale: è una costante universale. In qualsiasi traduzione l'autore decide di esplicitare questo o quell'elemento del prototesto, che lo faccia in modo consapevole oppure no, mentre in certi casi è semplicemente costretto a farlo da ragioni puramente linguistiche. Queste scelte, che comportano una buona componente di soggettività, sono fonte di scontri durante la successiva fase di revisione, quando le scelte fatte dal traduttore vengono messe in dubbio dal revisore. Inutile dire che le versioni che ne scaturiranno saranno tante quanti sono gli interpreti del testo, ognuno dei quali si concentrerà su una certa dominante, ossia deciderà di scegliere una propria strategia traduttiva dettata dai propri criteri di traducibilità e necessariamente sarà costretto a sacrificare una certa caratteristica del prototesto per riuscire a rendere le altre. L'esistenza stessa della struttura del testo presuppone che al suo interno vi sia una gerarchia di piani. Generalmente, già durante la concezione del testo nella mente dell'autore vi è un elemento dominante con intorno una costellazione di elementi importanti ma secondari (sottodominanti). A questa concezione di processo traduttivo appartengono una varietà di altri fenomeni contraddistinti dalla presenza di un prototesto e di un metatesto, di un processo di trasformazione o dalla presenza di una componente variante e di una invariante.

## Un modello unico
Uno dei problemi metodologici principali della scienza della traduzione è l'elaborazione di princìpi per tipologizzare i vari tipi di traduzione sulla base di una concezione unica del processo traduttivo. E visto in quest'ottica il processo traduttivo risulta essere il principale oggetto d'indagine della scienza della traduzione.
Alla base concettuale di questo lavoro sta il convincimento che la traduzione interlinguistica (testuale), intralinguistica (metatestuale), intersemiotica (extratestuale), intertestuale e intestuale possa essere descritta sulla base di un unico modello di processo traduttivo e che, in definitiva, vi siano i presupposti per descrivere la cultura come processo globale di traduzione totale. Questa prospettiva, a sua volta, permette di comprendere meglio i meccanismi della cultura.
Per la scienza della traduzione, il modello universale del processo traduttivo può fungere da base per la descrizione sia della totalità della traduzione sia delle singole traduzioni. Ma anche un processo traduttivo concepito in modo universale conserva in un certo senso un suo carattere di concretezza perché all'inizio e alla fine di questo processo, in una forma o nell'altra, c'è sempre un testo. Sulla base del raffronto tra prototesto e metatesto diviene possibile una ricostruzione concreta del processo traduttivo. Dal punto di vista metodologico, in relazione alle varie attualizzazioni del processo traduttivo, sorge il problema della raffrontabilità e della tipologizzabilità delle varie traduzioni sulla base di un modello unico. E dal punto di vista del metodo, nella preparazione dei traduttori è importante che in linea di principio sia possibile scegliere tra strategie o metodi di traduzione diversi.